# ドイツのユーロ硬貨

ユーロのシンボル

ドイツのユーロ硬貨（ドイツのユーロこうか）では、ドイツにおけるユーロ硬貨について記述する。
ユーロ (EUR, €) は、欧州連合に加盟しているドイツを含む多くの国で使われている通貨である。
ユーロ硬貨の片面はユーロ圏全域共通のデザイン、もう片面は各国の独自のデザインとなっている。各国共通の表面の詳細はユーロ硬貨を参照。2ユーロ硬貨以外の縁（へり）のデザインもまた、全域で共通である。独自デザインとされている裏面も、欧州連合を象徴する12個の星と発行年を西暦で表示することは共通である。
ドイツのユーロ硬貨のデザインは3種類ある。また全てのドイツ硬貨には、下部に造幣局を表すミントマークが刻印されている。A, D, F, G, J があり、それぞれ、ベルリン、ミュンヘン、シュトゥットガルト、カールスルーエ、ハンブルク鋳を表す。
| € 0.01                                        | € 0.02 | € 0.05 |
|                                               |        | |
| オークの小枝 （以前の通貨ペニヒに準じている） |        | |
| € 0.10                                        | € 0.20 | € 0.50 |
|                                               |        | |
| ブランデンブルク門 （東西分割と再統一の象徴） |        | |
| € 1.00                                        | € 2.00 | € 2 の縁（へり） |
|                                               |        | € 2 硬貨の側面部には、国のモットーである "EINIGKEIT UND RECHT UND FREIHEIT" （統一と権利と自由）の文字が刻まれている。 |
| 鷲 （ドイツの国章）                           |        | |

## 2ユーロ記念硬貨

### ドイツ連邦州シリーズ
ドイツは2006年から2021年まで、記念硬貨のシリーズDie 16 Bundeslander der Bundesrepublik Deutschland （ドイツの16の連邦州）を開始した。各州が発行する順序は連邦参議院で決定された。
| 年   | 順序 | 州                                 | デザイン                       |
| ---- | ---- | ---------------------------------- | ------------------------------ |
| 2006 | 1    | シュレースヴィヒ＝ホルシュタイン州 | リューベックのホルステン門     |
| 2007 | 2    | メクレンブルク＝フォアポンメルン州 | シュヴェリーンのシュヴェリン城 |
| 2008 | 3    | ハンブルク                         | 聖ミヒャエル教会               |

上記の硬貨に加え、以下の13種類の硬貨が発行される予定である。デザインは確定したものではなく、変更される場合がある。
| 年   | 順序 | 州                                 | デザイン                                     |
| ---- | ---- | ---------------------------------- | -------------------------------------------- |
| 2009 | 4    | ザールラント州                     | ザールブリュッケンのルートヴィヒ教会         |
| 2010 | 5    | ブレーメン州                       | シティホール                                 |
| 2011 | 6    | ノルトライン＝ヴェストファーレン州 | ケルンのケルン大聖堂                         |
| 2012 | 7    | バイエルン州                       | ノイシュヴァンシュタイン城                   |
| 2013 | 8    | バーデン＝ヴュルテンベルク州       | マウルブロン修道院                           |
| 2014 | 9    | ニーダーザクセン州                 | ヒルデスハイムの聖アンドリュー教会           |
| 2015 | 10   | ヘッセン州                         | フランクフルト・アム・マインの聖パウルス教会 |
| 2016 | 11   | ザクセン州                         | ドレスデンのツヴィンガー宮殿                 |
| 2017 | 12   | ラインラント＝プファルツ州         | トリーアのポルタ・ニグラ                     |
| 2018 | 13   | ベルリン                           | シャルロッテンブルク宮殿                     |
| 2019 | 14   | ザクセン＝アンハルト州             | マクデブルクの大聖堂                         |
| 2020 | 15   | テューリンゲン州                   | アイゼナハのヴァルトブルク城                 |
| 2021 | 16   | ブランデンブルク州                 | ポツダムのサンスーシ宮殿                     |

デザインとして予定されていたが、変更されたもの
- ハンブルク: Landungsbrücken
- ブレーメン州: ブレーメンシティホール (City Hall )
- バイエルン州: ミュンヘン聖母教会 (Munich Frauenkirche)
- ニーダーザクセン州: ハノーファーのニューシティーホール(New City Hall)とヒルデスハイムの聖ミカエル教会 (St. Michael's Church)
- ヘッセン州: フランクフルト・アム・マインのレーマー(Römer)
- ベルリン: 国会議事堂(Reichstag)

このシリーズはアメリカで行われた、構成する州ごとの硬貨を1999年から2008年にかけて1年に5種類ずつ合計50種類を発行する50州25セント硬貨と似ている。アメリカでは2009年にワシントンD.C.と5つの海外領土の6種類の硬貨を発行する予定である。